# Danh sách giải thưởng và đề cử của Tomorrow X Together
Đây là danh sách các giải thưởng và đề cử của Tomorrow X Together, một nhóm nhạc nam Hàn Quốc được thành lập bởi Big Hit Music, kể từ khi họ ra mắt vào năm 2019.

## Giải thưởng và đề cử
| Giải thưởng                            | Năm  | Hạng mục                                 | Đề cử                       | Kết quả      | Nguồn  |
| -------------------------------------- | ---- | ---------------------------------------- | --------------------------- | ------------ | ------ |
| Asia Artist Awards                     | 2019 | Rookie of the Year (Music)               | TXT                         | Đoạt giải    | [ 2 ]  |
| Asia Artist Awards                     | 2019 | Popularity Award                         | TXT                         | Longlisted   | [ 3 ]  |
| Brand Customer Loyalty Awards          | 2021 | Hot Trend Male Idol Group                | TXT                         | Đề cử        | [ 4 ]  |
| Brand of the Year Awards               | 2019 | Male Rookie Idol of the Year             | TXT                         | Đoạt giải    | [ 5 ]  |
| Brand of the Year Awards               | 2021 | Rising Star Male Idol                    | TXT                         | Đoạt giải    | [ 6 ]  |
| Bravo Otto                             | 2019 | Best K-pop                               | TXT                         | Đề cử        | [ 7 ]  |
| BreakTudo Awards                       | 2019 | Best International Debut Music Video     | "Crown"                     | Đoạt giải    | [ 8 ]  |
| BreakTudo Awards                       | 2020 | Best Male K-Pop Group                    | TXT                         | Đề cử        | [ 9 ]  |
| BreakTudo Awards                       | 2021 | Best Male K-Pop Group                    | TXT                         | Chưa công bố | [ 10 ] |
| The Fact Music Awards                  | 2019 | Next Leader Award                        | TXT                         | Đoạt giải    | [ 11 ] |
| The Fact Music Awards                  | 2020 | Best Performer                           | TXT                         | Đoạt giải    | [ 12 ] |
| The Fact Music Awards                  | 2020 | TMA Popularity Award                     | TXT                         | Đề cử        | [ 13 ] |
| Gaon Chart Music Awards                | 2020 | New Artist of the Year – Album           | TXT                         | Đoạt giải    | [ 14 ] |
| Gaon Chart Music Awards                | 2020 | New Artist of the Year – Digital         | TXT                         | Đề cử        | [ 15 ] |
| Gaon Chart Music Awards                | 2020 | Album of the Year – 1st Quarter          | The Dream Chapter: Star     | Đề cử        | [ 15 ] |
| Gaon Chart Music Awards                | 2021 | MuBeat Global Choice Award – Male        | TXT                         | Đề cử        | [ 16 ] |
| Genie Music Awards                     | 2019 | Best New Male Artist                     | TXT                         | Đoạt giải    | [ 17 ] |
| Genie Music Awards                     | 2019 | Genie Music Popularity Award             | TXT                         | Đề cử        | [ 18 ] |
| Genie Music Awards                     | 2019 | Global Popularity Award                  | TXT                         | Đề cử        |        |
| Genie Music Awards                     | 2019 | Top Artist Award                         | TXT                         | Đề cử        | [ 19 ] |
| Golden Disc Awards                     | 2020 | Rookie Artist of the Year                | TXT                         | Đoạt giải    | [ 20 ] |
| Golden Disc Awards                     | 2020 | TikTok Golden Disc Most Popular Artist   | TXT                         | Đề cử        | [ 21 ] |
| Golden Disc Awards                     | 2020 | Disc Bonsang                             | The Dream Chapter: Magic    | Đề cử        | [ 21 ] |
| Golden Disc Awards                     | 2021 | Curaprox Popularity Award                | TXT                         | Đề cử        | [ 22 ] |
| Golden Disc Awards                     | 2021 | QQ Music Popularity Award                | TXT                         | Đề cử        | [ 23 ] |
| Golden Disc Awards                     | 2021 | Album Bonsang                            | TXT                         | Đoạt giải    | [ 24 ] |
| Golden Disc Awards                     | 2021 | Disc Daesang Album of the Year           | The Dream Chapter: Eternity | Đề cử        | [ 24 ] |
| Japan Gold Disc Award                  | 2021 | New Artist of the Year (Asia)            | TXT                         | Đoạt giải    | [ 25 ] |
| Japan Gold Disc Award                  | 2021 | Best 3 New Artist (Asia)                 | TXT                         | Đoạt giải    | [ 25 ] |
| Melon Music Awards                     | 2019 | Rookie of the Year                       | TXT                         | Đoạt giải    | [ 26 ] |
| Mnet Asian Music Awards                | 2019 | Best New Male Artist                     | TXT                         | Đoạt giải    | [ 27 ] |
| Mnet Asian Music Awards                | 2019 | Worldwide Fans' Choice Top 10            | TXT                         | Đoạt giải    |        |
| Mnet Asian Music Awards                | 2019 | Worldwide Icon of the Year               | TXT                         | Đề cử        | [ 28 ] |
| Mnet Asian Music Awards                | 2019 | Artist of the Year                       | TXT                         | Đề cử        | [ 28 ] |
| Mnet Asian Music Awards                | 2020 | Worldwide Fans' Choice Top 10            | TXT                         | Đoạt giải    | [ 29 ] |
| Mnet Asian Music Awards                | 2020 | Favorite Dance Performance - Group       | TXT                         | Đoạt giải    | [ 29 ] |
| Mnet Asian Music Awards                | 2020 | Song of the Year                         | "Can't You See Me?"         | Đề cử        | [ 30 ] |
| Mnet Asian Music Awards                | 2020 | Best Dance Performance – Male Group      | "Can't You See Me?"         | Đề cử        | [ 31 ] |
| MTV Millennial Awards                  | 2021 | K-Pop Dominion                           | TXT                         | Đề cử        | [ 32 ] |
| MTV Video Music Awards                 | 2019 | Best K-Pop                               | "Cat & Dog"                 | Đề cử        | [ 33 ] |
| MTV Video Music Awards                 | 2020 | Best K-Pop                               | "Run Away"                  | Đề cử        | [ 34 ] |
| Nickelodeon Mexico Kids' Choice Awards | 2021 | K-Pop Bomb                               | TXT                         | Chưa công bố | [ 35 ] |
| Seoul Music Awards                     | 2020 | New Artist Award                         | TXT                         | Đoạt giải    | [ 36 ] |
| Seoul Music Awards                     | 2020 | Popularity Award                         | TXT                         | Đề cử        | [ 37 ] |
| Seoul Music Awards                     | 2020 | K-Wave Popularity Award                  | TXT                         | Đề cử        | [ 37 ] |
| Seoul Music Awards                     | 2020 | QQ Music Most Popular K-Pop Artist Award | TXT                         | Đề cử        | [ 38 ] |
| Seoul Music Awards                     | 2021 | Main Award (Bonsang)                     | TXT                         | Đoạt giải    | [ 39 ] |
| Seoul Music Awards                     | 2021 | K-wave Popularity Award                  | TXT                         | Đề cử        | [ 40 ] |
| Seoul Music Awards                     | 2021 | Popularity Award                         | TXT                         | Đề cử        | [ 40 ] |
| Seoul Music Awards                     | 2021 | Legend Rookie Prize                      | TXT                         | Đề cử        | [ 40 ] |
| Seoul Music Awards                     | 2021 | Fan PD Artist Award                      | TXT                         | Đề cử        | [ 41 ] |
| Seoul Music Awards                     | 2021 | WhosFandom Award                         | TXT                         | Đề cử        | [ 42 ] |
| Soribada Best K-Music Awards           | 2019 | Rookie Award                             | TXT                         | Đoạt giải    | [ 43 ] |
| Soribada Best K-Music Awards           | 2019 | Bonsang                                  | TXT                         | Đề cử        | [ 44 ] |
| Soribada Best K-Music Awards           | 2019 | Male Popularity Award                    | TXT                         | Đề cử        | [ 44 ] |
| Soribada Best K-Music Awards           | 2020 | New K-Wave Artist Award                  | TXT                         | Đoạt giải    | [ 45 ] |
| Soribada Best K-Music Awards           | 2020 | Bonsang                                  | TXT                         | Đề cử        | [ 46 ] |
| Soribada Best K-Music Awards           | 2020 | Male Popularity Award                    | TXT                         | Đề cử        | [ 46 ] |
| Spotify Awards                         | 2020 | Radar Artist/Emerging Artist             | TXT                         | Đề cử        | [ 47 ] |
| V Live Awards                          | 2019 | Global Rookie Top 5                      | TXT                         | Đoạt giải    | [ 48 ] |
| V Live Awards                          | 2019 | The Most Loved Artist                    | TXT                         | Đề cử        |        |
| KBS Entertainment Awards               | 2021 | Digital Content Award                    | TXT                         | Đoạt giải    | [ 49 ] |
| BandLand NME Awards                    | 2022 | Hero Of The Year                         |                             |              |        |

## Giải thưởng khác

### Danh sách
| Nhà xuất bản | Năm  | Danh sách                                                                    | Vị trí  | Nguồn  |
| ------------ | ---- | ---------------------------------------------------------------------------- | ------- | ------ |
| People       | 2021 | Talented Emerging Artists Making Their Mark on the Musical Landscape in 2021 | Đã chọn | [ 50 ] |

## Chương trình âm nhạc

### The Show
| Năm  | Ngày        | Bài hát                            | Điểm |
| ---- | ----------- | ---------------------------------- | ---- |
| 2019 | 12 tháng 3  | "CROWN"                            | 7190 |
| 2019 | 29 tháng 10 | "Run Away"                         | 6290 |
| 2020 | 26 tháng 5  | "Can't You See Me?"                | 8880 |
| 2020 | 3 tháng 11  | "Blue Hour"                        | 8370 |
| 2021 | 8 tháng 6   | "0X1=LOVESONG (I Know I Love You)" | 8320 |
| 2021 | 24 tháng 8  | “LO$ER=LO♡ER”                      | 7980 |

### Show Champion
| Năm  | Ngày        | Bài hát                            |
| ---- | ----------- | ---------------------------------- |
| 2019 | 20 tháng 3  | "CROWN"                            |
| 2020 | 27 tháng 5  | "Can't You See Me?"                |
| 2021 | 9 tháng 6   | "0X1=LOVESONG (I Know I Love You)" |
| 2021 | 25 tháng 8  | “LO$ER=LO♡ER”                      |
| 2024 | 10 tháng 4  | "Deja Vu"                          |
| 2024 | 13 tháng 11 | "Over The Moon"                    |
| 2025 | 30 tháng 7  | "Beautiful Strangers"              |

### M Countdown
| Năm  | Ngày       | Bài hát                            | Điểm |
| ---- | ---------- | ---------------------------------- | ---- |
| 2019 | 14 tháng 3 | "CROWN"                            | 7612 |
| 2021 | 10 tháng 6 | "0X1=LOVESONG (I Know I Love You)" | 5770 |
| 2023 | 2 tháng 2  | "Sugar Rush Ride"                  | 6870 |
| 2023 | 9 tháng 2  | "Sugar Rush Ride"                  | 9489 |
| 2024 | 11 tháng 4 | "Deja Vu"                          | 6402 |

### Music Bank
| Năm  | Ngày        | Bài hát                            | Điểm  |
| ---- | ----------- | ---------------------------------- | ----- |
| 2021 | 11 tháng 6  | "0X1=LOVESONG (I Know I Love You)" | 2970  |
| 2022 | 20 tháng 5  | "Good Boy Gone Bad"                | 12610 |
| 2023 | 3 tháng 2   | "Sugar Rush Ride"                  | 13245 |
| 2023 | 20 tháng 10 | "Chasing The Felling"              | 8897  |
| 2023 | 27 tháng 10 | "Chasing The Felling"              | 5906  |
| 2024 | 12 tháng 4  | "Deja Vu"                          | 10327 |
| 2024 | 15 tháng 11 | "Over The Moon"                    | 11171 |
| 2025 | 1 tháng 8   | "Beautiful Strangers"              | 12368 |

### Inkigayo
| Năm  | Ngày       | Bài hát           | Điểm |
| ---- | ---------- | ----------------- | ---- |
| 2023 | 12 tháng 2 | "Sugar Rush Ride" | 7233 |
| 2025 | 18 tháng 5 | "Love Language"   | 4750 |